# ولیکو مراشوو
ولیکو مراشوو (اسلوونیایی: Veliko Mraševo) یک زیستگاه انسانی در اسلوونی است که در Lower Carniola واقع شده‌است.

## خصوصیات
ولیکو مراشوو ۳٫۰۵ کیلومترمربع مساحت و ۲۴۲ نفر جمعیت دارد و ۱۵۱ متر بالاتر از سطح دریا واقع شده‌است.